# Piolenc
Piolenc – miejscowość i gmina we Francji, w regionie Prowansja-Alpy-Lazurowe Wybrzeże, w departamencie Vaucluse.
Według danych na rok 1990 gminę zamieszkiwało 3830 osób, a gęstość zaludnienia wynosiła 154 osoby/km² (wśród 963 gmin regionu Prowansja-Alpy-W. Lazurowe Piolenc plasuje się na 162. miejscu pod względem liczby ludności, natomiast pod względem powierzchni na miejscu 410.).

## Populacja

Populacja Piolenc w latach 1962-2008

## Galeria

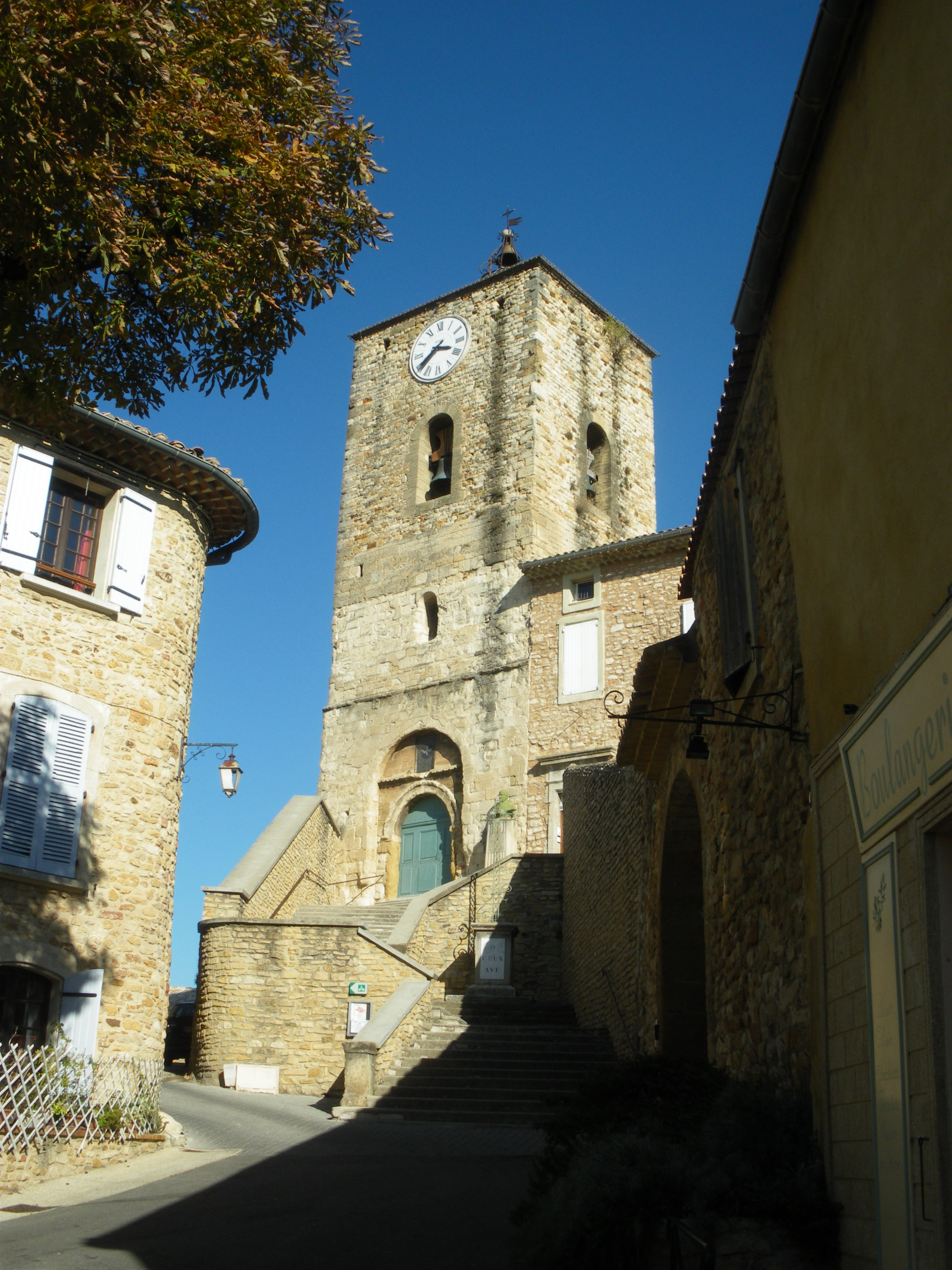
Kościół św. Piotra (2009)
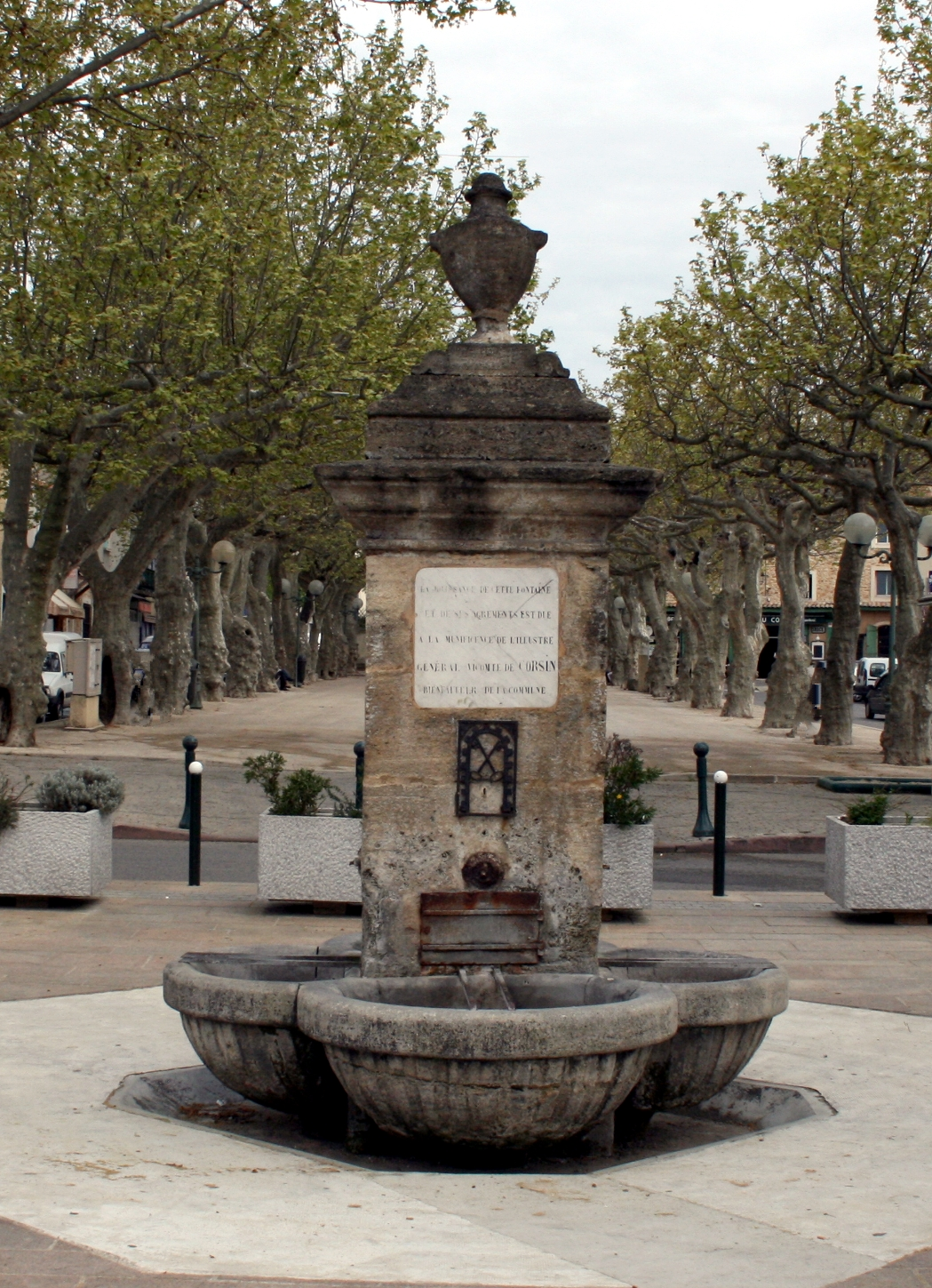
Fontanna (2009)
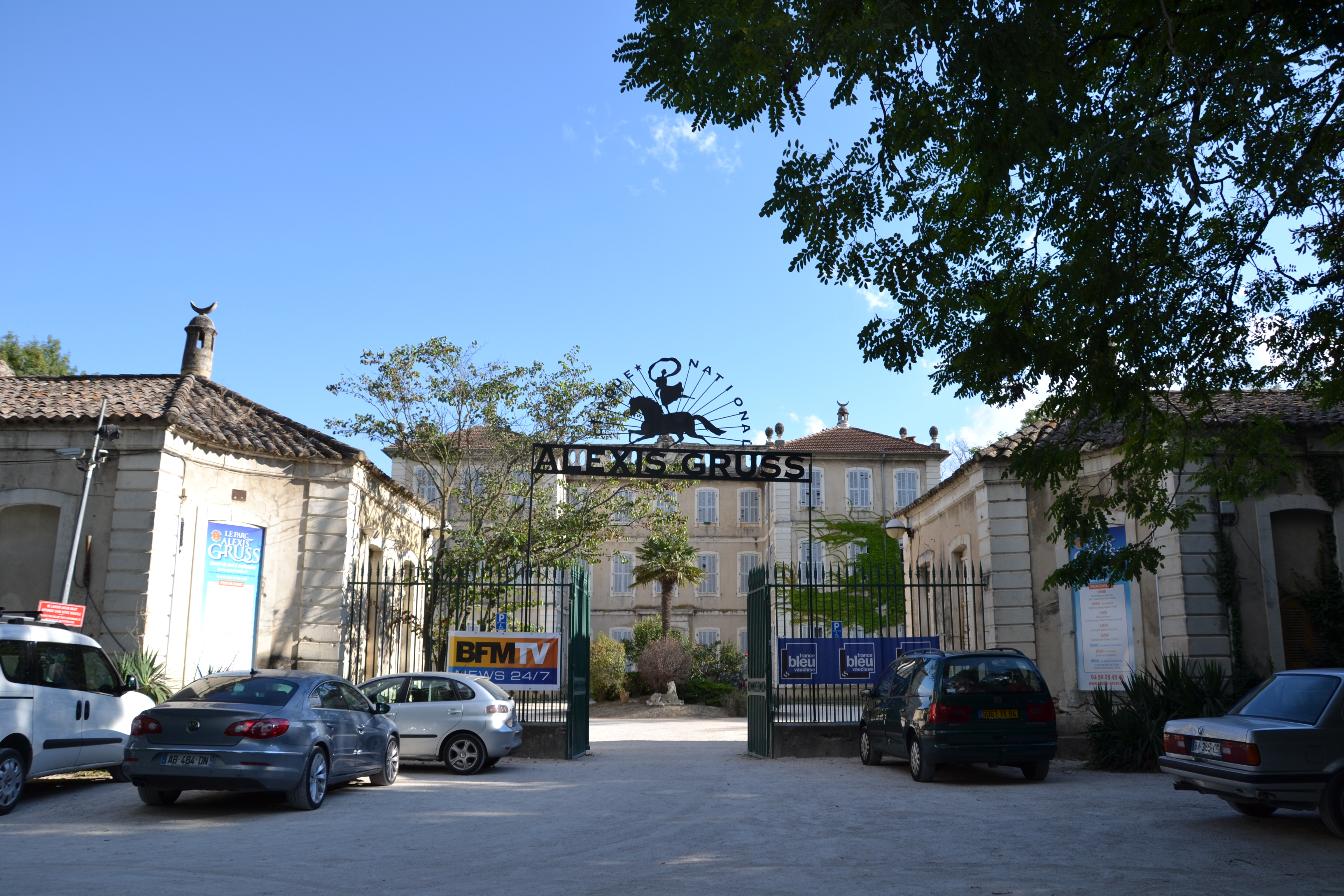
Zamek Crochans (2013)